# Star Wars: Shadows of the Empire (videogioco)
Star Wars: Shadows of the Empire è un videogioco del 1996 sviluppato e prodotto dalla LucasArts e pubblicato per Nintendo 64. La versione per Windows 95 è stata distribuita l'anno successivo.
Shadows of the Empire è stato il terzo gioco più venduto per Nintendo 64 nel 1997, con più di 1 milione di copie vendute.

## Trama
Il cuore dell'azione si concentra sulle avventure di Dash Rendar, un giovane contrabbandiere e mercenario. Tutto ha inizio quando Dash si trova a consegnare un carico di armi all'Alleanza Ribelle presso la loro base segreta su Hoth. Proprio in quel momento, il pianeta viene improvvisamente attaccato dalle forze imperiali. Dash si ritrova così coinvolto in una frenetica battaglia per difendere la base e permettere agli alleati di evacuare.
Nella fase successiva del gioco, Dash viene inviato su Ord Mantell col compito di interrogare IG-88 e scoprire il nascondiglio di Boba Fett. Dopo aver scoperto che Boba si trova sulla luna di Gall, Dash si lancia all'inseguimento. Tuttavia, Boba riesce a sfuggirgli.
Jabba the Hutt, su incarico di Xizor, paga dei cacciatori di taglie per eliminare Luke Skywalker. Dash si trova così a difendere Luke da questi assassini durante una feroce battaglia. Successivamente, Dash e Luke decidono di attaccare la Suprosa, la nave di Xizor, dove riescono a recuperare importanti piani relativi alla seconda Morte Nera. Con l'aiuto di un bothan, si infiltrano nel palazzo di Xizor su Coruscant per salvare la principessa Leila Organa, prigioniera dell'infido Xizor. Dopo un'epica battaglia, riescono a fuggire ed a distruggere la base spaziale di Xizor.
Nel finale del gioco, Dash sopravvive alla battaglia e decide di scomparire per un po', approfittando della sua finta morte, e parte per l'iperspazio.

## Modalità di gioco
Star Wars: Shadows of the Empire consiste principalmente in uno sparatutto in terza persona. Il giocatore controlla Dash Rendar, il protagonista del gioco. Rendar ha l'uso di una pistola blaster che ricarica dopo ogni colpo, ma il giocatore può anche raccogliere anche altri power-up aggiuntivi che forniscono ulteriori proprietà alla pistola. Successivamente sarà possibile muoversi attraverso un jetpack in alcune parti del gioco. Ogni livello è a tempo ed il personaggio ha un numero limitato di vite, terminate le quali si verifica il game over. 
Vi sono anche alcune fasi di pilotaggio, come nel livello di apertura in cui il giocatore deve pilotare uno Snowspeeder in difesa della base ribelle su Hoth. Vi sono anche livelli in cui vengono svolti combattimenti spaziali a 360 gradi utilizzando la torretta della nave del protagonista, l'Outrider, in cui lo scopo del giocatore consiste nel distruggere un determinato numero di navi nemiche. È presente anche un livello in cui il giocatore dovrà controllare il protagonista durante una sequenza di inseguimento ad alta velocità sulle swoop bikes, con l'obiettivo di eliminare una banda nemica prima di raggiungere la destinazione.